# Tian Lipu
Tian Lipu (* Oktober 1953 in Anguo, Hebei) ist ein chinesischer Naturwissenschaftler.
Tian studierte an der Chinesischen Universität für Wissenschaft und Technik, die er mit einem Master of Science abschloss. Von Mai 1981 bis März 1998 arbeitete er für das chinesische Patentamt. Er kam dann zum Staatsamt für Geistiges Eigentum, an dem er im März 2001 zum Vizepräsidenten und im Juni 2005 zum Präsidenten ernannt wurde.

## Ehrungen
- Ehrendoktor der Fakultät für Wirtschaftswissenschaften der TU München